# Fuentetoba
Fuentetoba es una localidad  y también una pedanía española de la provincia de Soria, partido judicial de Soria,  comunidad autónoma de Castilla y León, España. Pueblo de la Comarca de Frentes que pertenece al municipio de Golmayo.

## Geografía
Esta  población de la comarca de Frentes está ubicada en el centro  de la provincia de Soria, al oeste de la capital, bañada por el río Golmayo en el valle del Duero al este de la sierra de Cabrejas al pie del pico de Frentes (1380 m s. n. m.). Desde los peligros del imponente pico hay un nacedero que da lugar al hermoso nacimiento del arroyo La Toba que da lugar a la cascada de Fuentetoba. Este salto de agua, de más de 20 metros de altura,  surge a raíz de unas voladuras realizadas en 1937 para encontrar el verdadero origen del agua, de cara a un posible abastecimiento de la capital soriana con el acuífero de Fuentetoba. 
Característica de este paraje es un tipo de roca caliza denominada toba calcárea y que da nombre a la localidad. Este tipo de roca se forma cuando el agua que sale en el nacedero del río Golmayo, cargada de bicarbonato cálcico, salpica en el exterior posándose sobre materia orgánica. Al repetirse el fenómeno continuamente, se forma una gruesa capa y la citada materia orgánica termina descomponiéndose y dando así origen a los típicos huecos de las tobas calizas. 

### Comunicaciones
Localidad situada entre las carreteras nacionales N-122 de Soria a Valladolid y la N-234 de Sagunto a Burgos, con acceso por la carretera local SO-P-5029 que comunica ambas poblaciones.

## Historia
En el Censo de Pecheros de 1528, en el que no se contaban eclesiásticos, hidalgos y nobles, registraba la existencia 20 pecheros, es decir unidades familiares que pagaban impuestos.  En el documento original figura como Fontenova y la Mongia.
A la caída del Antiguo Régimen la localidad se constituye en municipio constitucional  en la región de Castilla la Vieja que en el censo de 1842 contaba con 51 hogares y 202 vecinos. El 24 de febrero de 1970 pierde esta condición porque se integra en Golmayo, contaba entonces con 66 hogares y 1283 habitantes.

## Geografía humana

### Demografía
| Gráfica de evolución demográfica de Fuentetoba entre 1842 y 1960 |
| |
| Población de derecho según los censos de población del INE Población de hecho según los censos de población del INEEntre el censo de 1970 y el anterior, este municipio desaparece porque se integra en el municipio 42095 (Golmayo) |

En el año 1981 contaba con 184 habitantes, pasando a 384 en 2010, 201 varones y 183 mujeres, concentrados tanto en el núcleo principal como en la nueva urbanización situada al oeste.
| Gráfica de evolución demográfica de Fuentetoba entre 2000 y 2010                                 |
|                                                                                                  |
| Población de derecho (2000-2010) según los censos de población del INE a 1 de enero de cada año. |

### Economía
Este pueblo se dedica a la agricultura del cereal, principalmente. Cuenta con potencialidades turísticas: el Camino de Santiago de Soria, también llamado Castellano-Aragonés, pasa por la localidad. Además, cuenta con una interesante iglesia románica y una arquitectura tradicional bastante bien conservada.

## Patrimonio
- Iglesia de San Martín de Tours. Templo del siglo XVI, aunque el único testimonio románico que ha conservado es una pila bautismal con basamento circular sobre el que se dispone una copa troncocónica.

- Monasterio de la Monjía. Tiene incoado expediente como Bien de Interés Cultural en la categoría de Monumento desde el 27 de abril de 1995.[8]

- La Peña de los Plantíos. Figura en el catálogo de Bienes Protegidos de la Junta de Castilla y León en la categoría de Arte Rupestre con fecha de declaración 25 de junio de 1985.[9]

- La Toba. Se trata de un espectacular salto de agua, proveniente de un río subterráneo, de más de 20 metros de altura, situado a los pies del pico Frentes.

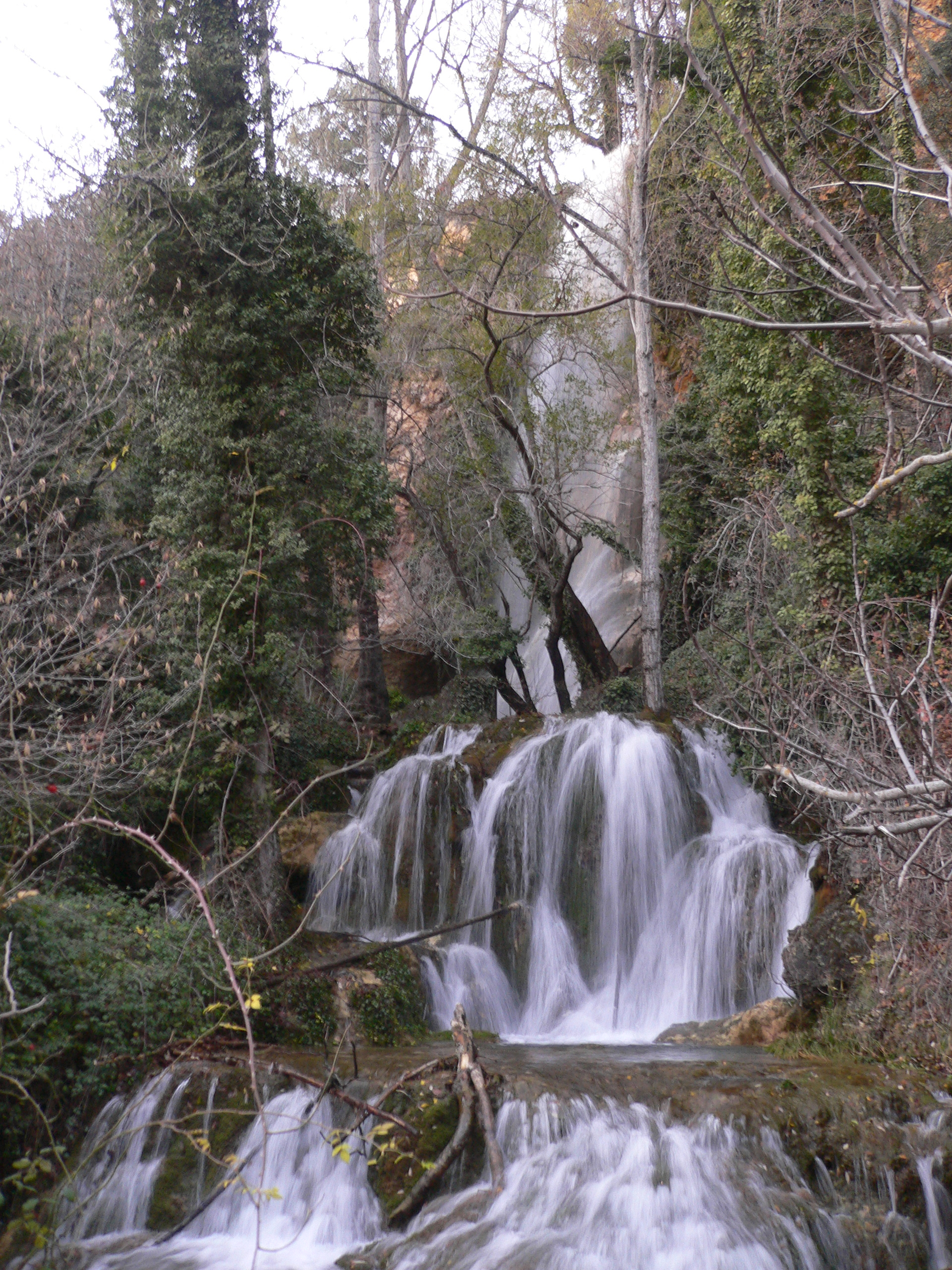
Imagen de la cascada de Fuentetoba en diciembre de 2005.